# 東那不勒斯 (佛羅里達州)
東那不勒斯（英語：East Naples）是位於美國佛羅里達州科利爾縣的一個非建制地區。該地的面積和人口皆未知。

## 地理
東那不勒斯的座標為26°08′17″N 81°46′00″W / 26.13806°N 81.76667°W，而該地的平均海拔高度為2米（即7英尺）。